# Matt Bauder

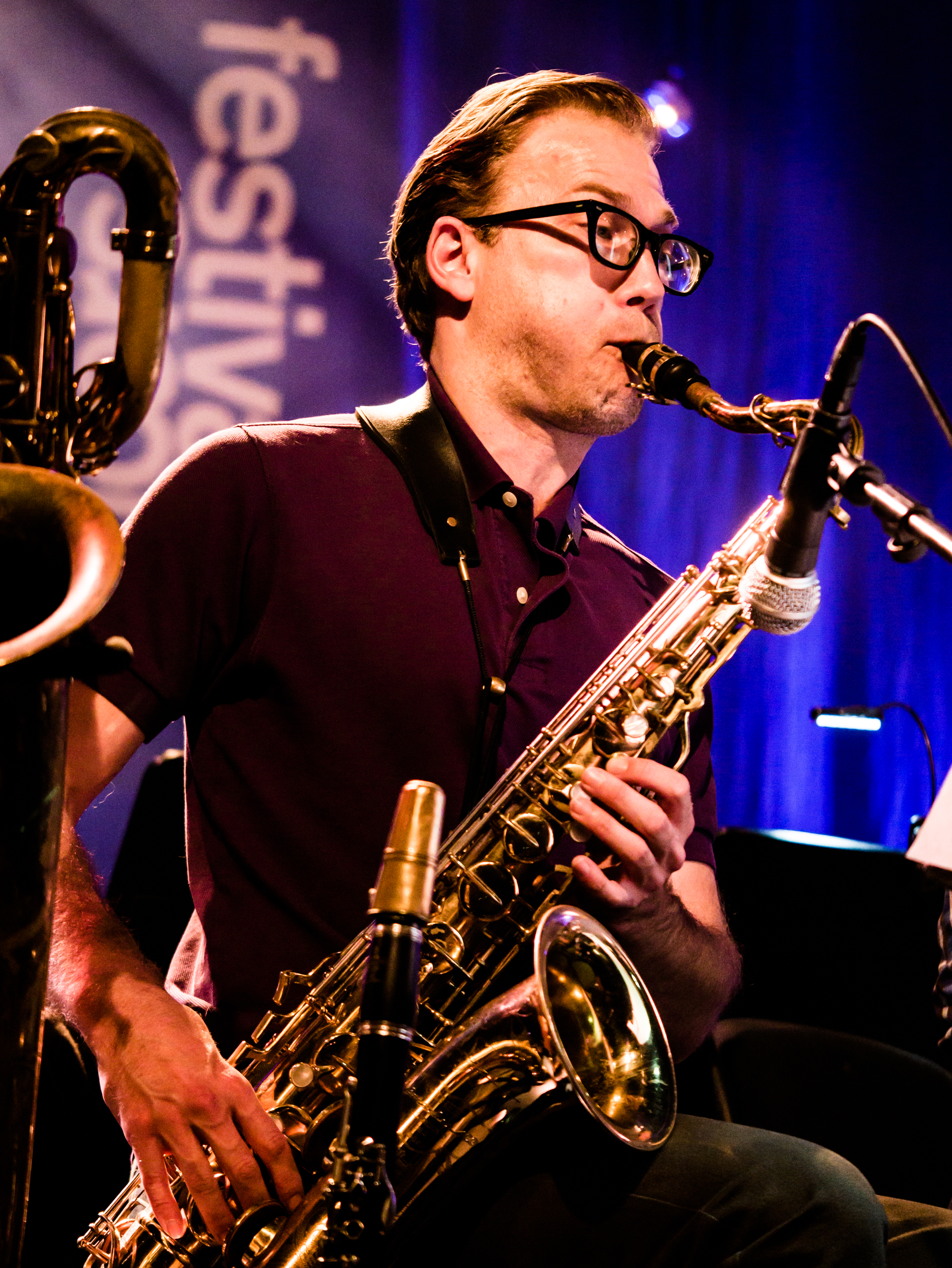
Matt Bauder beim Moers Festival 2015

Matthew „Matt“ Bauder (* 1976 in Michigan) ist ein US-amerikanischer Jazz- und Improvisationsmusiker (Saxophon, Klarinette) und Komponist.

## Leben
Bauder studierte an der University of North Texas und der University of Michigan, wo er den Bachelor in Jazz und Improvisation erwarb. Danach arbeitete er in der Jazzszene von Chicago und setzte sein Studium an der Wesleyan University fort, das er mit dem Master in Komposition abschloss. Es folgten Studien in Komposition und Computermusik bei Ron Kuivila und in Komposition bei Anthony Braxton und Alvin Lucier, anschließend an der Hochschule für Gestaltung in Karlsruhe. Nach seiner Rückkehr in die Vereinigten Staaten lebt er seit 2004 in Brooklyn.
Bauder arbeitete im Laufe seiner bisherigen Karriere u. a. mit Bill Dixon, Fred Anderson, Roscoe Mitchell, Jeff Parker, Ken Vandermark, Phil Minton, Chad Taylor und Nate Wooley. Außerdem wirkte er bei Aufnahmen von Rob Mazureks Exploding Star Orchestra, Harris Eisenstadt und Taylor Ho Bynum mit. Mit eigenen Formationen spielte er mehrere Alben für die Label 482 Music und Clean Feed Records mit Eigenkompositionen ein, außerdem zwei Duo-Produktionen mit dem Bassisten Jason Ajemian.

## Diskografische Hinweise
- Matt Bauder & Jason Ajemian – Summer2001 (BOXmedia, 2002)
- Matt Bauder & Jason Ajemian – Object 3 (Locust Music, 2003)
- Weary Already of the Way (482 Music, 2003) mit Aram Shelton, Jason Roebke, Fred Lonberg-Holm, Rob Mazurek, Jeb Bishop
- Anthony Braxton & Matt Bauder – 2 + 2 Compositions (482 Music, 2005)
- Paper Gardens (Porter, 2006)
- Memorize the Sky  (482 Music, 2007) mit Aaron Siegel, Zach Wallace
- Day in Pictures (Clean Feed, 2010) mit Jason Ajemian, Tomas Fujiwara, Angelica Sanchez, Nate Wooley
- Nightshades (Clean Feed, 2014)  mit Nate Wooley, Kris Davis, Jason Ajemian, Tomas Fujiwara
- Harris Eisenstadt: Canada Day IV (2015)
- Taylor Ho Bynum: Enter the Plustet (2016)